# Rivula aenictopis
Rivula aenictopis är en fjärilsart som beskrevs av Turner 1908. Rivula aenictopis ingår i släktet Rivula och familjen nattflyn. Inga underarter finns listade.